# Les Fous du kung-fu
Les Fous du Kung-Fu (Numb Chucks) est une série télévisée d'animation canado-américaine en 52 épisodes de 22 minutes (ou 104 segments de 11 minutes) créée par Phil LaFrance et Jamie LeClaire et diffusée entre le 7 janvier 2014 et le 1er décembre 2016 sur YTV.
En France, la série est diffusée depuis le 12 juin 2014 sur Canal+ Family.

## Synopsis
Autrefois, les frères Chuck n'avaient pas en tête l'idée de devenir des héros. Un jour, alors qu'ils restent en éveil tard la nuit, ils suivent une vidéo d'un maitre de kung-fu du nom de Chuck Morris qu'ils avaient auparavant commandés. Depuis, ils rêvent de devenir des maitres du kung-fu, de sauver leur ville Déglingos Ville (Ding-A-Ling en version originale) des griffes des méchants mais aussi de rencontrer leur idole et modèle Chuck Morris.
Malgré leur naïveté, ils sont arrivés à sauver leur ville de quelques méchants grâce à leur chance surprenante.

## Personnages
- Dilweed Bruce Chuck (VFB : Thibaut Delmotte) : C'est le grand frère de Fungus puisque né 15 secondes avant lui. Déterminé, il prend vraiment au sérieux tout ce qu'il fait avec son petit frère. Il trouve que le kung-fu est quelque chose de très important : il porte une ceinture de karaté jaune sur sa tête. Il est de couleur jaune.
- Fungus Lee Chuck (VFB : Alessandro Bevilacqua) : Petit frère de Dilweed, il est de couleur marron. Indéterminé, très émotif et trop zélé, il est naturellement chanceux. Il ne prend pas trop le kung-fu au sérieux : il porte une ceinture de karaté blanche autour de sa hanche. Leur surnom de Bruce et Lee n'est présent que dans la version française et ils sont appelés ainsi.
- Piquépic (Quills en version originale) (VFB : Jennifer Baré) : Porc-épic joyeuse et serviable, elle est de couleur violette. Elle est la seule employée d'un bar-bowling duquel elle sort rarement. Meilleure amie des frères Chuck, elle encourage ces derniers à persévérer dans les arts-martiaux. Elle peut supporter leurs larmes mais est de temps en temps déçue par stupidité.
- Bernie Brocoli (Buford ou Buford G. Butternut en version originale) (VFB : Philippe Tasquin) : de son nom complet Bernie G. Brocoli, Bernie est un mouton paresseux et irritable. De couleur bleue, il vit avec sa grand-mère. Il n'apprécie pas les frères Chuck et tente par tous les moyens de se débarrasser de ces derniers, mais ses plans tombent toujours pas tous col à l'eau.
- Mamie Brocoli (Grandma Butternut en version originale) (VFB : Shérine Seyad) : Grand-mère de Bernie, elle est de couleur jaune. Elle est généreuse et douce avec tout le monde. Elle aime beaucoup Dilweed et Fungus parce qu'ils sont serviables. Elle ne s'entend pas bien avec Bernie parce que celui-ci est paresseux, parce qu'il a un mauvais caractère et aussi parce qu'il de.
- Dubois (Hooves ou Sir Rupert Van Der Hooves en version originale) (VFB : Tony Beck) : de son nom complet Sir Rupert Van Der Dubois, Dubois est un élan doux et aimable. Il a un accent anglais. Il aime se relaxer, faire des activités relaxantes. Il se sent bien en faisant le ménage, en lisant des livres. Il aime être surtout calme. Mais avec Bruce et Lee comme voisins.
- Chuck Morris (Woodchuck Morris en version originale) (VFB : Robert Dubois) : Marmotte, maitre de kung-fu et idole de Bruce et Lee, c'est le modèle de ces derniers. Talentueux au kung-fu, il arrive à se battre contre les méchants de Déglingos Ville. Il a fait l'école avec Dubois. Il est de couleur jaune. Son nom est une référence à Chuck Norris.

## Épisodes
| Saison | Saison | Épisodes | Canada         | Canada            | France           | France            |
| Saison | Saison | Épisodes | Début          | Fin               | Début            | Fin               |
| ------ | ------ | -------- | -------------- | ----------------- | ---------------- | ----------------- |
|        | 1      | 26       | 7 janvier 2014 | 9 décembre 2014   | 2 juillet 2014   | 1er décembre 2014 |
|        | 2      | 26       | 17 mars 2015   | 1er décembre 2016 | 1er juillet 2015 | 5 décembre 2016   |

### Saison 1 (2014)
1. La Plus Belle pour aller danser (Chuck Be a Lady)
2. Vive les patates (Couch Potato)
3. Mamie se déchaine (Granny's Gone Wild)
4. Les Momies ninja (Mummies 'N Dummies)
5. Proutement puissant (Jar of Power)
6. Le Distributeur fu (The Legend of Snacky Chan)
7. Marmottes en fête (Up With the Chucks)
8. La Vengeance de l'homme aux poings de fer (Attack of Hammerfist Man)
9. Bébé Brocoli (Adventures in Bufordsitting)
10. Ceinture noire (Enter the Sheep)
11. Toastina mon amour (A Toast to Love)
12. Docteur Terreur (Dr. Sinister)
13. Un chauffeur pour Monsieur Bernie (Driving Mr. Buford)
14. La Mascotte de Déglingos Ville ? (Who Put the Ding in Ding-a-Ling?)
15. Dehors, les mascottes ! (D.E.R.P)
16. Intelligence en option (Intelligence Not Included)
17. Père Dubois et Papa Noël (Smell the Knowledge)
18. Joyeux Noël Bernie ! (Les Fancy Chucks)
19. L'Odeur du savoir (Breaking Badge)
20. Marmottes majordomes (The Wind Beneath My Wig)
21. Numéro un (The Butt Kick List)
22. Le Grand Frisson (Hunk O Chuck)
23. Mouchophobe ()
24. Entrée libre ()
25. Dernières Volontés ()
26. Top moumoute ()
27. Gino le cuistot ()
28. Les Moutons-sirènes ()
29. Les Cinq sens ()
30. Cœurs brisés ()
31. Les Vieux de l'éveil ()
32. Piquépic perd la boule ()
33. Autant en emporte les vents ()
34. Kool Kung-Fu ()
35. Le Coach de catch ()
36. Quelle tarte ! ()
37. Les Pieds dans le plâtre ()
38. L'Élan au bois dormant ()
39. Les Rois de la pub ()
40. Double Dubois ()
41. Moi et ma peluche ()
42. Lee, super-héros ()
43. Tirer la chasse au trésor ()
44. La Joyeuse Colonie ()
45. Une longue absence ()
46. Problème dentaire ()
47. Le Monstre de peluches ()
48. Le Malfaiteur malfaisant ()
49. Un invité encombrant ()
50. Invasion extraterrestre ()
51. Halloween ()
52. Les Rois de la serpillière ()

### Saison 2 (2015-2016)
1. Cadet ou Aîné ? (Age of Ignorance)
2. Le Kung-fu défendu (Orange is the New Black Belt)
3. La Ballade du grand Joe (The Ballad of Flappy Joe)
4. La Patte porte-bonheur (Chucky Charms)
5. En ver et contre tout (As the Worm Turns)
6. Casse-pied d'être un castor (Beaver Fever)
7. Un nid très douillet (The Birds and the Trees)
8. Les Piques épiques de Piquépic (Good Quill Hunting)
9. Le Réveil de la bête (From Dusk 'Till Dawn)
10. Sauve qui peut (Quills and Present Danger)
11. Nos chers microbes (Germs of Endearment)
12. La Journée de Chuck Morris (Artificial Dumbness)
13. Chuck Boris (Woodchuck Boris)
14. Soirée pyjama (Sheepover Party)
15. Qui veut gagner du pognon ? (Hooves Line Is It Anyway)
16. Des légumes pour Chuck (End of the Vine)
17. Cerf-volant et cerf volé (Up Chuck)
18. Dojo garderie (You Snooze You Bruise)
19. Les Pros du rendez-vous (Tough Love)
20. L'Homme des cavernes (The Iceman Dumbeth)
21. Héros à la clé (A Flock of Steven Seagulls)
22. La sécurité avant tout ! (The Chuck Stops Here)
23. Retour vers le kung-futur (Back to the Kung Future)
24. Les Crétins de la justice (Witless to the Prosecution)
25. La Guerre des noms (Numbsicles)
26. Marmotte polyglotte (Are You Smarter than a Woodchuck?)
27. Bruce et Lee font les clowns (The Place Beyond the Porcupines)
28. Jamais sans Winky (What About Winky?)
29. Courge-poursuite (When a Stranger Calls... and Calls... and Calls)
30. Docteur Bernie et Mister Brocoli (Dazed and Contused)
31. Déglingos-Déglingos Ville (Bling-a-Ling Springs)
32. Coupé dans son élan (Night Hooves)
33. L'Île de tous les dangers (Dilligan's Island)
34. La Fureur du kraken (Enter the Kraken)
35. Le Jour des marmottes (Six More Weeks of Dumbness)
36. La Revanche des robots (The Verminator)
37. L'Arme secrète ()
38. La Mauvaise Bonne Action ()
39. Le Retour du Docteur Terreur ()
40. La Marche pour le lait ()
41. La Fin du monde ()
42. Y a-t-il une marmotte dans l'avion ? (Chucks on a Plane)
43. Le Remplaçant du Docteur Nounouille (The Choptor Is In)
44. Voleurs de vie (Skid Varks)
45. Zen-fou (Zen Fu)
46. Kung-forains (Chucky Con Carny)
47. Forteresse mystère (Buford Protection Program)
48. Six pattes sous terre (The Chucks Get Stuck in a Hole)
49. Il y a toujours plus balaise que soi (Ding-A-Ling's Toughest)
50. Bernie en bave (Spit-uation Critical)
51. Un noël kung-fou ('Twas the Fight Before Christmas)
52. Un sapin de malheur (O Evil Tree, O Evil Tree)

## Commentaire
- Dans un épisode où Bernie joue à un jeu vidéo, il est possible de voir sur l'écran Howie, personnage de la série Tous en slip !.